# Regeringen Sandu
Regeringen Sandu var Moldaviens regering mellan 8 juni och 12 november 2019. Det var en koalitionsregering bestående av Partiet handling och solidaritet (PAS), Republiken Moldaviens socialistiska parti (PSRM) och Partiet Värdighets- och sanningsplattformen (PPDA). Regeringen leddes av premiärminister Maia Sandu från PAS. Den avsattes genom en misstroendeförklaring i parlamentet och ersattes av regeringen Chicu.

## Sammansättning
| Bild                  | Titel                                                  | Namn                       | Parti | Parti     | Tillträdde   | Avgick           |
| --------------------- | ------------------------------------------------------ | -------------------------- | ----- | --------- | ------------ | ---------------- |
|                       | Premiärminister                                        | Maia Sandu                 |       | PAS       | 8 juni 2019  | 12 november 2019 |
| Vice premiärministrar |                                                        |                            |       |           |              |                  |
|                       | Vice premiärminister och inrikesminister               | Andrei Năstase             |       | PPDA      | 8 juni 2019  | 12 november 2019 |
|                       | Vice premiärminister och minister för återintegrering  | Vasilii Șova               |       | PSRM      | 8 juni 2019  | 12 november 2019 |
| Ministrar             |                                                        |                            |       |           |              |                  |
|                       | Ekonomi- och infrastrukturminister                     | Vadim Brînzan              |       | Oberoende | 8 juni 2019  | 12 november 2019 |
|                       | Utrikesminister och minister för europeisk integration | Nicu Popescu               |       | Oberoende | 8 juni 2019  | 12 november 2019 |
|                       | Försvarsminister                                       | Pavel Voicu                |       | PSRM      | 8 juni 2019  | 12 november 2019 |
|                       | Justiteminister                                        | Stanislav Pavlovschi       |       | PPDA      | 8 juni 2019  | 23 juni 2019     |
|                       | Justiteminister                                        | Olesea Stamate             |       | Oberoende | 24 juni 2019 | 12 november 2019 |
|                       | Finansminister                                         | Natalia Gavrilița          |       | PAS       | 8 juni 2019  | 12 november 2019 |
|                       | Jordbruks-, region- och miljöminister                  | Georgeta Mincu             |       | Oberoende | 8 juni 2019  | 12 november 2019 |
|                       | Utbildnings-, forsknings- och kulturminister           | Liliana Nicolaescu-Onofrei |       | PAS       | 8 juni 2019  | 12 november 2019 |
|                       | Hälso- arbetsmarknads- och socialförsäkringsminister   | Ala Nemerenco              |       | Oberoende | 8 juni 2019  | 12 november 2019 |